# パートタイム当直医
パートタイム当直医(パートタイムとうちょくい)とは、医師が常勤勤務先以外の外部の病院に、パートタイムで勤務し当直医業務を行うこと。

## 概要
多くの医療機関が休日や夜間の診療業務をパートタイム当直医に頼っている現状は、日本の医療の抱える問題点のひとつである。
日本の法制では、入院患者をもつ病院や診療所、そのほか介護老人保健施設（老健）などの医療機関は常時医師が勤務していることが義務づけられている。
しかし多くの医療機関で、医師の勤務態勢は昼夜交替制ではなく、日中勤務した医師のうち当直者が夜間も残るという方式をとっている。
これは、救急指定病院であっても夜間の業務は（表向きは）日中に比べてずっと少ないためという理由と、交代制にするほどの医師数を確保するのは困難であるという事情による。
但し、中小の病院では勤務医の絶対数が少ないため勤務医全員に当直勤務を割り振っても明らかなオーバーワークとなってしまうという問題がある。
その為、こういった規模の病院では夜間の当直はアルバイトの医師を受け入れることで切り抜けることになる。

## 研修医と当直
大学からほとんど給与をもらっていなかった研修医にとって、当直のアルバイトは貴重な収入源となってきた。また専門性の高い大学病院での研修とは別に、一般的な疾患に接する場面という機能もあった。
但し、日中は大学病院で勤務した上で夜間を当直に充てることになり、疲労が日常診療の妨げとなる恐れがたびたび指摘されてきている。また、診療能力の未熟な研修医が、救急医療の最前線を担うということであり、研修医自身の多くも不安を抱いたままに、単独での診療に従事しているという現状があった。
こうした問題をふまえて、厚生労働省は2004年度より研修医のアルバイトを禁じるとともに、研修指定病院に「生活の保障をすること」を義務づける政策を打ち出した。この政策により、状況がどのように変わるかが注視されているが、新たな問題も皆無ではない。
最も大きなものが、当直を担うべき医師の絶対数が増えたわけではないため、中小の病院は「当直医の確保」が輪をかけて困難となることである。特に医師の少ない地方では、病院存続に関わる問題となってきている。
また、上記のような法的規制にも関わらず、大阪・兵庫両府県の大学病院などで働く研修医のうち、98人もの多数が、別の病院などでアルバイト診療をしていたことが、厚生労働省近畿厚生局が2008年に行った実態調査で発覚している

## 業務と待遇
パートタイム当直医の業務は医療機関によって差があるが、外来診療と、入院患者急変時の対応が主となる。
外来診療
救急指定病院であれば急患（救急車で来院する患者を含む）を受け入れることになるほか、そうでなくともかかりつけ患者の来院に対応することがある。救急指定病院は対応能力によって一次（軽症）～三次（要緊急処置）までに分類される。
救急隊や他の病院から患者受け入れの要請があった場合、この病院では対処が不可能と判断した場合には受け入れを断ることになる。これ自体は正当な行為であるが、この結果救急医療が必要な患者の受け入れ先がしばらく見つからない状態になることがあり、社会問題となっている。この問題はそれぞれの病院の努力のみで解決できるものではなく、医療システム自体の問題である。
入院患者
当直医が入院患者すべてを診察するということは通常ないが、急変に対応するため、病状の不安定な患者がいないかはチェックするのが普通である。
入院・外来ともに、夜間や休日は日中ほど検査・処置はできないため、次の平日朝まで状態が悪化しないことを主眼とした診療がなされる。
通常のアルバイトとは異なってアルバイトは募集するのではなく、シフトに入っている者が辞めるときに後任を探すという形をとっていることが多い。
また、プライベートな用事があったり自分の病院の当直が入っているなどでアルバイトに入れない場合も、シフト者の責任で代役を探すことになる。